# 慈眼寺 (三郷市)
慈眼寺（じげんじ）は、埼玉県三郷市にある曹洞宗の寺院。

## 歴史
1542年（天文11年）、高城胤吉の開基である。胤吉は下総国葛飾郡（現・千葉県松戸市）の小金城の城主である。その後、高城氏は小田原合戦で敗北し没落したが、当寺は地元住民によって守られてきた。江戸幕府第3代将軍徳川家光は鷹狩の際の休憩所としてきた。
戦後の農地改革で農地は没収されたため、寺運衰微し檀家は3軒に激減、一時は他寺住職の兼務となってしまった。その後、当寺第22世住職の奮闘の甲斐あって、ようやく復興した。

## 交通アクセス
- 新三郷駅より徒歩34分。